# Susan N. Herman
Pour les articles homonymes, voir Herman.
Susan N. Herman (née en 1947 à Brooklyn) est une professeure de droit américaine. Spécialisée en droit constitutionnel, elle enseigne à la Brooklyn Law School depuis 1980,. Elle est présidente de l'Union américaine pour les libertés civiles depuis octobre 2008.

## Biographie
Herman étudie la philosophie au Barnard College. Elle y obtient un B.A.. Elle fréquente par la suite la New York University School of Law, où elle participe notamment à la New York University Law Review (en).
En octobre 2011, elle publie Taking Liberties: the War on Terror and the Erosion of American Democracy chez Oxford University Press.